# Francuski łącznik II
Francuski łącznik II (ang. French Connection II) – amerykański film sensacyjny. Sequel nagrodzonego Oscarem filmu Francuski łącznik (1971).
Z poprzedniego filmu wystąpili tylko Gene Hackman i Fernando Rey.

## Obsada
- Gene Hackman – Jimmy „Popeye” Doyle
- Fernando Rey – Alain Charnier
- Bernard Fresson – Barthélémy
- Philippe Léotard – Jacques
- Ed Lauter – generał Brian
- Charles Millot – Miletto
- Jean-Pierre Castaldi – Raoul
- Cathleen Nesbitt – starucha
- Samantha Llorens – Denise

## Fabuła
Jimmy Doyle przybywa do Marsylii, by pomóc francuskiej policji dopaść Alaina Charniera, któremu udało się uciec z USA razem z narkotykami. Policjant zostaje przydzielony inspektorowi Bathelemy, który nie ufa Doyle’owi. Jakby było tego mało, Amerykanin nie zna francuskiego i czuje się obco we Francji. Jednak jest na tyle zdeterminowany, by złapać Chairniera, który planuje kolejny duży przemyt narkotyków. Policjantowi udaje się zwiać swojej francuskiej obstawie. Obserwując mecz siatkówki plażowej, udaje mu się rozpoznać Chairniera, jednak baron narkotykowy każe swoim ludziom obserwować Doyle’a. Policjant ucieka w głąb miasta, ale zostaje schwytany i przesłuchany w pobliskim hotelu. Mając pewność, że Doyle o niczym nie wie, faszeruje policjanta narkotykami przez kilka tygodni i potem zostawia go przed komisariatem policji.

## Nagrody i nominacje
Złote Globy 1975
- Najlepszy aktor dramatyczny – Gene Hackman (nominacja)

Nagroda BAFTA 1975
- Najlepszy aktor – Gene Hackman (nominacja)